# Acaronia nassa
Espèce
Acaronia nassa est une espèce de poissons appartenant à la famille des Cichlidae.